# Arab Struggle Movement for the Liberation of Ahvaz
Arab Struggle Movement for the Liberation of Ahwaz (arabiska: حركة النضال العربي لتحرير الأحواز; persiska: جنبش مبارزه عربی برای آزادی احواز), vanligen förkortat ASMLA, och ibland MALLA är en arabnationalistisk separatistgrupp som förespråkar en fristående arabisk stat i Ahwaz i Khuzestan, Iran. Khuzestan ligger i västra Iran, på gränsen mot Irak, och 
Ahwaz är en stad i provinsen.
ASMLA grundades 1999 och klassas som en terroristgrupp av Irans regering. ASMLA har band till Irans ärkefiende Saudiarabien och finansieras delvis av Saudiarabiens underrättelsetjänst.
Den 20 april 1925 ockuperades staten Al-Ahwaz av Iran. 

## Verksamhet kopplad till ASMLA i andra länder
Iranska underrättelsetjänsten har misstänkts försöka genomföra attentat mot exiliranier som är anhängare av ASMLA i Danmark hösten 2018. I februari 2020 greps tre personer med anknytning till ASMLA i Danmark, misstänkta för spioneri för Saudiarabiens räkning. I oktober 2020 greps den svenska medborgaren Habib Chaab i Istanbul i Turkiet och utlämnades till Iran. Där fick han dödsstraff i maj 2023 eftersom han var en ledargestalt inom rörelsen. Chaab avrättades genom hängning den 6 maj 2023.